# أحمد حسن إبراهيم
أحمد حسن أحمد إبراهيم (1 أكتوبر 1939 - 18 أكتوبر 1973) كان ضابط في القوات الجوية المصرية، لقب بـصائد الطائرات، ويعد من أشهر وأبرز أبطال سلاح الدفاع الجوى المصري.

## حياته ونشأته
ولد أحمد حسن أحمد في الأول من أكتوبر عام 1939 م، بقرية بيشة قايد الزقازيق محافظة الشرقية، التحق بكلية الطب ودرس بها لمدة سنتين ثم تركها، ليلتحق بالكلية الحربية، تخرج منها في عام 1962، وبعد تخرجه التحق بمدرسة المدفعية الجوية وجاء ترتيبه الرابع على دفعته، سافر بعدها إلى الاتحاد السوفيتي، للتدريب على صواريخ «سام (6)»، وعاد من السفر بعد عامين ليتولى قيادة إحدى كتائب الدفاع الجوى.

## مشاركات عسكرية
خلال حرب أكتوبر أظهر أحمد مهارة فائقة في صيد الطائرات:
- في الفترة من 6 أكتوبر وحتى استشهاده في 18 أكتوبر تمكن من تدمير (13) طائرة
- اسقط (4) طائرات فانتوم منهم طائرتين بصاروخ واحد.
- كان هناك أربع طائرات موجهه لضرب اللواء سعد مأمون، قائد الجيش الثاني الميدانى في حرب أكتوبر، فقام أحمد حسن بإسقاط طائرتين بصاروخ واحد، كانوا ضمن السرب المتجه لضرب اللواء سعد مأمون، وشاهد سعد، بنفسه الأربعة طائرات تتهاوى أمامه بثلاث صورايخ فقط، أنفجر الصاروخ بين طائرتين كانوا في مجال انفجاره) فأرسل اللواء سعد مأمون قائد الجيش الثاني إلى قائد اللواء جميل طه وقال له (قبل لى كل أفراد هذه الكتيبة التي أسقطت أربعة طائرات بثلاث صواريخ.[3]
- صاحب أول صاروخ في حرب أكتوبر وصاحب أول طائره أسقطت في الحرب وذلك بسبب موقع كتبته، كانت على قناة السويس، عند «الزراير» وحينما أتى الأمر بأطلاق النار، كان هو أول من أطلق الصواريخ

- قبل مقتله بساعات أنقذ ثلاث جنود وضابط، فقدوا في الصحراء لمدة 3 أيام، أثناء الإنسحاب، ظل يبحث عنهم بنفسه إلى أن عاد بهم جميعاً سالمين.[محل شك]

1. تعد كتيبته هي الكتيبة الوحيدة في سلاح الدفاع الجوى التي لم يعد قائدها من الحرب، فقد عادت كتبته، كامله الجنود والضباط والسلاح ولكنها بدون قائدها وقبل وقف إطلاق النار.

## مقتله
قتل أحمد حسن في المعركة، أثناء أنقاذه لمنصه الصواريخ بعد وقوعها في حفره في يوم 18 أكتوبر 1973، أثناء الثغرة والطريقة التي أنقذ بها منصه الصواريخ يتم تدريسها حتى الآن.

## أوسمة وتكريمه
- منحه رتبة (مقدم) بعد مقتله.
- منحه وسام النجمة العسكرية.
- إطلاق اسمه على الدفعة 27 التي تخرجت في سبتمبر 1999 م من كلية الدفاع الجوى
- اطلاق اسمه على مدرسه بمحل ميلاده.
- أطلاق اسمه على أحد الأبنية التعليمية بكليه الدفاع الجوى.
- نوط التدريب من الطبقة الأولى
- النجمه العسكرية - نوط التدريب من الدرجة الأولى.

## أنظر أيضا
- حرب أكتوبر